# Tiro di campagna

Il pittogramma del tiro di campagna

Il tiro con l'arco di campagna, o più semplicemente tiro di campagna, è una specialità del tiro con l'arco che ha lo scopo di riprodurre più fedelmente la pratica di tale sport nel contesto venatorio. Non è una disciplina olimpica, ma dal 1985 al 2017 ha fatto parte del programma del Giochi mondiali.
Si svolge all'aperto, tipicamente in terreni boschivi e accidentati, in cui le condizioni del terreno, meteorologiche e di luminosità costituiscono un ulteriore livello di difficoltà per gli arceri. I bersagli utilizzati variano dalla classica forma a cerchi concentrici a sagome di animali bi- o tridimensionali, anche se le regole e i tipi di bersagli utilizzati sono leggermente differenti nelle varie federazioni nazionali.
Gli eventi internazionali di tiro di campagna sono solitamente condotti secondo le regole dell'International Field Archery Association (IFAA) o della World Archery Federation (WA). Altri possono essere tenuti secondo le regole di organizzazioni nazionali. In Italia l'attività del tiro di campagna è gestita e organizzata dalla Federazione Italiana Arcieri Tiro di Campagna (FIARC).
Essendo uno sport tradizionale da campo e uno sport competitivo ampiamente riconosciuto a sé stante, il tiro di campagna può essere utilizzato per migliorare le tecniche e la forma fisica richieste per la caccia con l'arco in un ambiente naturale realistico. Gli arcieri a volte si riferiscono alle abilità aggiuntive richieste per affrontare terreni difficili, condizioni di illuminazione e meteo come "fieldcraft".

## Gli archi
Gli archi utilizzati sono principalmente di tipo da caccia. Si dividono in due tipologie:
- Archi tradizionali

1. Arco storico
2. Longbow
3. Arco ricurvo

- Archi tecnologici

1. Arco nudo
2. Arco compound

Nelle tipologie di Arco Istintivo o tradizionale può essere utilizzate tecniche di collimazione con il bersaglio (falso scopo o altri sistemi) ma non sono consentiti sistemi meccanici di mira es.: mirini.
La presa della corda deve essere effettuata obbligatoriamente nello stile "mediterraneo" con il dito indice sopra la freccia e due dita sotto. L'ancoraggio, ovvero la posizione della mano della corda ad arco teso, deve essere mantenuto costante per tutti i tiri effettuati durante una gara, qualunque sia la distanza o l'inclinazione; non è ammesso il cosiddetto "string walking" né il "face walking" (tipici della categoria Arco nudo). Sono stati aboliti i limiti minimi di libbraggio che erano presenti nel regolamento alcuni anni fa, mentre esistono limiti massimi per le categorie giovanili, per evitare di affaticare eccessivamente la struttura muscolare e articolare.
Nelle tipologie di arco tecnologico (Arco nudo, Compound nudo, Stile libero, Stile libero illimitato) sono permesse tecniche di collimazione (non ci devono essere mirini nella divisione Compound nudo) e viene esclusa la limitazione del tempo di tiro. Il tiro rimane comunque a distanze sconosciute e anche su bersagli in movimento. Per tutte le tipologie di compound è stata recentemente introdotta, per motivi di sicurezza, una limitazione alla velocità massima delle frecce, che viene controllata durante le gare.

### Arco storico
Nella costruzione dell'arco storico vengono utilizzati solo materiali naturali (monolitici in legno, compositi in legno, corno e tendine), se sono costituite da più parti che devono essere assemblate fra loro, è ora ammesso l'uso di colle artificiali. Anche le frecce e la corda devono essere interamente costruite con materiali naturali. Per le corde solitamente si usa la fibra di lino. Recentemente è stata regolarizzata la corda in materiale sintetico (Dacron) anche per questo tipo di arco.

### Longbow
L'arco longbow ("arco lungo") è costruito in modo che, una volta carico, presenti i flettenti con un unico raggio di curvatura (ammessa una minima controcurvatura < 5 mm in prossimità delle estremità). Rientrano in questa categoria sia il "Longbow inglese", molto lungo (oltre 70 pollici) e con sezione a D, costruito in genere con più strati di legno incollati (raramente usato nelle gare FIARC), sia l'"American Flatbow" con i flettenti a sezione rettangolare o a volte trapezoidale, rivestiti sulle due facce con vetroresina. I flatbow moderni sono più corti dei longbow inglesi (le misure più comuni vanno dai 62 ai 68 pollici, misura tipica 64) e notevolmente più veloci.
Il longbow esteticamente è molto simile ad un arco storico se non per il fatto di avere una "finestra" nel riser (impugnatura) dove alloggiare la freccia. La tecnica di costruzione, però, è moderna: il legno è inserito all'interno di fibre artificiali che ne aumentano notevolmente le prestazioni (si avvicinano a quelle di un ricurvo di pari libbraggio). Sono permesse in questa categoria esclusivamente frecce con asta in legno e penne naturali, ma sono consentite cocche in materiale plastico.

### Arco ricurvo
L'arco ricurvo (cat. arco istintivo) ha una doppia curvatura che lo rende più morbido e contenuto nella lunghezza. Per regolamento, non deve superare i 64 pollici di lunghezza. Esiste sia in versione monolitica che TD (take down, smontabile). Possono essere utilizzate frecce di qualsiasi tipologia e materiale : legno, alluminio o carbonio. La maggior parte degli arcieri preferisce utilizzare le aste in carbonio che generalmente garantiscono prestazioni e durata superiori. Il regolamento FIARC non ammette l'utilizzo di mirino, bottone di ammortizzazione (berger button), dragona (corda di sicurezza per l'arco), smorzatori di vibrazioni e stabilizzazioni. Nonostante sia ammesso un rest (appoggia-freccia), la maggior parte dei ricurvisti FIARC appoggiano la freccia direttamente sulla finestra dell'arco, eventualmente rivestita con un "tappetino" di pelle o altro materiale. Se presente, il rest non deve mai essere spostato o regolato durante la gara.

### Arco nudo
L'arco nudo è stato introdotto nel 2011 ed è simile al ricurvo nella forma. I materiali che lo compongono possono invece essere diversi dal legno (il riser è in alluminio, i flettenti possono essere anche in carbonio) e non hanno limitazione di lunghezza. A differenza del ricurvo ad esempio, l'arco nudo può usare il rest, la dragona e il bottone di pressione (per ammortizzare le oscillazioni delle frecce quando vengono scoccate) e modificare la presa della corda, consentendo quindi un sistema di mira. Le frecce possono essere di qualsiasi tipo e, come per i compound, non sono soggetti ad eseguire tiri a tempo limitato.

### Arco compound
L'arco compound ("arco composito") è la tipologia più moderna, grazie a un sofisticato e preciso sistema di carrucole, che produce un'alta velocità di uscita delle frecce, e di mira consente di colpire il bersaglio con grande precisione fino alle massime distanze di gara consentite. Da regolamento FIARC, il mirino deve essere sempre di vari tipi a seconda della categoria (Compound nudo, Sitle Libero, Stile Illimitato, Free Style). La velocità massima ammessa per le frecce in uscita è di 300fps con tolleranza fino a 309fps(piedi al secondo).

## L'attività in Italia
Nelle gare e manifestazioni FIARC vengono utilizzate sagome tridimensionali, in materiale espanso, raffiguranti animali.
Secondo il regolamento ci sono diverse classi d'età e categorie di tiro, nonché diverse specialità.

### Le classi
Le classi sono così suddivise:
- Cuccioli (maschile e femminile) fino a 13 anni: tirano da distanze ridotte con 25# di libbraggio massimo
- Scout (maschile e femminile), da 13 a 18 anni: utilizzano archi con 40# di libbraggio massimo
- Cacciatori (maschile e femminile) dai 18 anni: senza limite di libbraggio
- Seniores (maschile e femminile) dai 55 anni: senza limite di libbraggio

### Le categorie di tiro
Le categorie di tiro FIARC corrispondono alla tipologia di arco usato e, nelle gare, a ogni categoria corrisponde una classifica differente:
- Arco storico
- Longbow
- Arco ricurvo
- Arco Nudo
- Arco compound Nudo
- Arco compound Stile Libero
- Arco compound Stile Libero Illimitato
- Arco Compound Free Style
- Ospiti

Le quattro categorie per l'Arco compound differiscono nel numero e nella tipologia di accessori da applicare all'arco (stabilizzatori, mirini, sganci meccanici ecc.).

### Le specialità
Principalmente il tiro di campagna si divide in quattro grandi specialità:
- Tiro alla sagoma
- Tiro di precisione
- Tiro al volo
- Pesca con l'arco

Per ogni specialità si svolge ogni anno un Campionato Italiano, supportato da un calendario di prove di qualificazione e da Campionati Regionali. Il Campionato Italiano di Tiro alla sagoma si svolge ogni anno a fine agosto, dura 4 giorni e comprende i 4 tipi di gara.
Oltre ai Campionati di specialità, nel corso dell'anno si svolgono altri eventi nazionali: l'IBHC (Italian Bow Hunter Championship) in ambito IFAA e il Campionato Italiano FIARC Indoor, con regole proprie.

#### Tiro alla sagoma
Si svolge su percorsi in montagna o in collina, lungo i quali sono dislocate un determinato numero di sagome d'animale fisse, mobili su carrucola oppure a tempo, sempre a distanze sconosciute. Si parte in squadre formate da tre a sei arcieri di cui uno è il Caposquadra, uno è il Cronometrista e due sono i Marcatori dei punti. La squadra raggiunge la piazzola di tiro assegnata ed a turno ogni componente esegue i suoi tiri, dopodiché si segnano i punteggi e quindi si raggiunge la piazzola di tiro successiva. Quando tutte le squadre hanno completato il giro la gara ha termine. Inutile descrivere il fascino di questo tipo di allenamento, attorniati da paesaggi splendidi ed in piacevole compagnia.
Il Tiro alla Sagoma si articola su quattro tipi di gara, che si differenziano per punteggi, numero di frecce tirate, qualità dei bersagli, distanza dei tiri:
- Battuta
- Percorso
- Tracciato
- Round 3D

In corrispondenza dei punti vitali dell'animale rappresentato, ogni sagoma ha due cerchi concentrici denominati "Spot" e "Super Spot". A seconda del punto colpito variano i punteggi: più preciso il tiro, più alto il punteggio.

##### Battuta
Il percorso della Battuta è composto da 28 piazzole con un totale di 48 bersagli: 14 piazzole con sagome singole, 4 piazzole con sagome mobili, 6 piazzole con gruppi di 3 sagome ("branco"), 4 piazzole con gruppi di 3 sagome a tempo limitato. Per ogni sagoma si tira una sola freccia, quindi un totale di 48 frecce.
| Sagoma     | 7 punti  |
| Spot       | 11 punti |
| Super Spot | 13 punti |

##### Percorso
Il Percorso è composto da 24 piazzole con bersagli a sagoma fissa. Si tirano tre frecce per piazzola, per un totale di 72 frecce. La distanza massima a cui si può tirare è 40 m.
Dieci piazzole sono a tempo limitato e si devono tirare almeno 10 frecce in ginocchio.
Per ogni piazzola si sommano i punti delle tre frecce.
| Freccia    | 1°       | 2°      | 3°      |
| Sagoma     | 6 punti  | 4 punti | 2 punti |
| Spot       | 9 punti  | 7 punti | 5 punti |
| Super Spot | 11 punti | 9 punti | 7 punti |

##### Tracciato
Anche nel Tracciato ci sono 24 piazzole con bersagli a sagoma fissa e si tirano tre frecce per piazzola (72 frecce in tutto, di cui 10 in ginocchio), ma le distanze massime a cui si può tirare aumentano fino a 55 metri.
| Freccia    | 1°       | 2°       | 3°       |
| Sagoma     | 16 punti | 10 punti | 4 punti  |
| Spot       | 20 punti | 14 punti | 8 punti  |
| Super Spot | 22 punti | 16 punti | 10 punti |

##### Round 3D
Il percorso del Round 3D è composto da 24 piazzole con bersagli tutti tridimensionali. Si tirano due frecce per piazzola (48 frecce in totale).
Per ogni piazzola si sommano i punti delle due frecce.
Dal 2011 vi sono 4 bersagli mobili e tutte le tipologie di bersaglio possono essere posizionate ad una distanza massima di 35 m.
| Freccia    | 1°       | 2°      |
| Sagoma     | 10 punti | 5 punti |
| Spot       | 14 punti | 7 punti |
| Super Spot | 16 punti | 9 punti |

#### Tiro di precisione
Risulta molto simile all' Hunter & Field (tiro di campagna) FITARCO e non viene praticato.

#### Tiro al volo
Si svolge con le stesse modalità del Tiro alla Sagoma, con la differenza che i tiri sono tutti in movimento o al volo su piattelli (dischi di circa 30 cm di diametro in materiale morbido) o palloni lanciati in aria.

#### Pesca con l'arco
Necessita di un'attrezzatura particolare: una freccia appesantita, munita di fiocina e vincolata all'arco tramite una sagola avvolta su di un rocchetto. Non essendo la pesca con l'arco autorizzata nelle acque interne, queste gare si svolgono in laghetti privati adibiti alla pesca sportiva.

## Competizioni internazionali (Circuito IFAA)
Il Campionato Mondiale (WFAC) si svolge ogni due anni, negli anni pari, alternato con il Campionato Mondiale di Tiro con Arco da Caccia (WBHC) che invece si svolge negli anni dispari; di quest'ultimo l'Italia ospitò l'edizione d'esordio del 1989, nel 2005 e nel 2017.
Ogni anno si svolge il Campionato Europeo di tiro di campagna (EBHC). In Italia fu organizzato nel 1995, nel 1997, nel 1998, nel 2003 e nel 2005.